# Caspar Daniel Krohn
Caspar Daniel Krohn (*  25. Oktober 1736 in Hamburg; † 30. April 1801 ebenda) war ein deutscher Organist und Komponist.

## Leben
Krohn war ein Sohn des Hamburger Trompeters Peter Hinrich Krohn und Schüler Georg Philipp Telemanns. Ab 1769 war er Organist an der Hauptkirche St. Petri, zunächst als Substitut des Organisten Johann Ernst Bernhard Pfeiffer († 1764), seines Schwiegervaters, sowie an der St.-Johannis-Kirche in Hamburg.
Seine periodischen Clavier-Sonaten wurden von Carl Philipp Emanuel Bach begutachtet und sind diesem (postum) gewidmet.

## Werke
- Praeludien und Canonisirende & Fugirende Choräle für die Orgel (Manuskript).
- Sechs kleine Sonaten fürs Clavier, Hamburg 1787.
- Sechs periodische Clavier-Sonaten, Hamburg 1789.